# Хадевейх

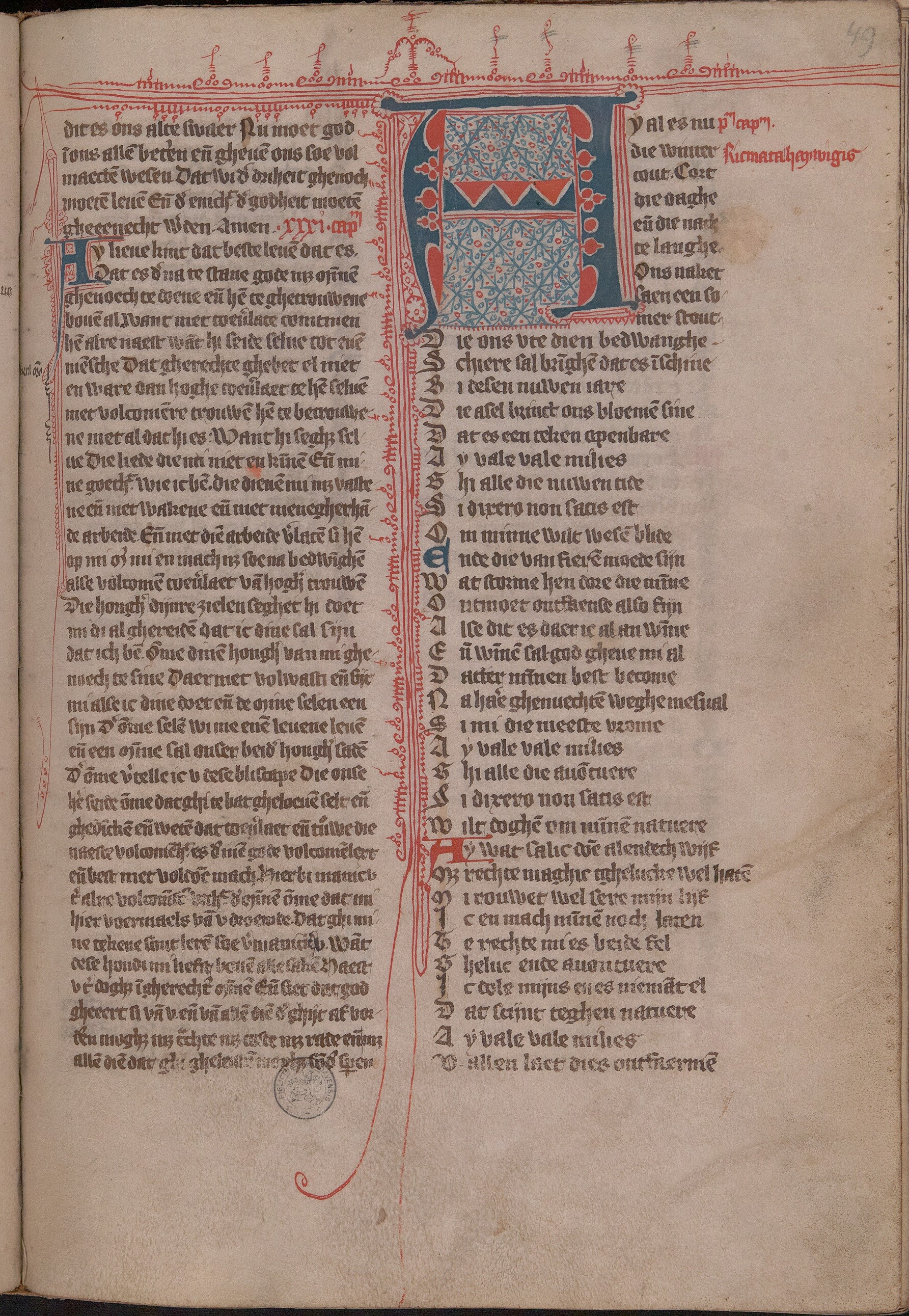
Стихи Хадевейх, кодекс XIV в., Гент

Хадевейх Антверпенская или Брабантская (нидерл. Hadewijch или нидерл. Hadewych) — южнонидерландская бегинка, мистическая писательница XIII в.

## Биография
По предположениям, происходила из знатной семьи, хорошо знала латынь.

## Сочинения
Стихотворные и прозаические сочинения Хадевейх, написанные на брабантском наречии и представляющие собой отчёты о видениях, были опубликованы лишь после её кончины, последовавшей предположительно в 1260 году.

## Публикации
- The complete works. New York: Paulist Press, 1980
- Les visions. Genève: Ad Solem, 2000
- Poesie visioni lettere. Genova: Marietti, 2000.